# Daniel Myrick
Daniel Myrick (* 3. September 1963 in Sarasota, Florida) ist ein US-amerikanischer Filmregisseur, Drehbuchautor und Filmproduzent.

## Leben
Myrick wurde in Sarasota in Florida geboren und studierte von 1990 bis 1994 an der University of Central Florida School of Film. Während seines Studiums arbeitete er zusammen mit seinem Kommilitonen und späterem Kollegen und Geschäftspartner Eduardo Sánchez an verschiedenen kleineren Filmprojekten.
Daniel Myricks beruflicher Durchbruch gelang ihm zusammen mit seinem Kollegen Eduardo Sánchez im Jahr 1999 mit dem Film Blair Witch Project. Dieser pseudo-dokumentarische Horrorfilm war inspiriert durch die Fernsehsendung In Search of…, in der inszenierte Aufnahmen von unerklärlichen Phänomenen wie z. B. UFOs als vermeintlich echt präsentiert wurden. The Blair Witch Project erhielt vor allem durch eine clevere Öffentlichkeitsarbeit im Internet eine enorme öffentliche Aufmerksamkeit, da suggeriert wurde, der tatsächlich frei erfundene und inszenierte Film bestehe aus authentischem Filmmaterial, das die letzten Tage von drei Filmstudenten vor deren spurlosen Verschwinden im Jahr 1994 dokumentiere. (Für weiterführende Informationen siehe Hauptartikel zu Blair Witch Project.)
The Blair Witch Project wurde im Jahr 1997 mit einem Budget von nur 20.000–25.000 US-Dollar realisiert, spielte bei seiner Kinoveröffentlichung 1999 weltweit aber über 248 Millionen US-Dollar ein. Aufgrund der beträchtlichen Umsatzrentabilität gilt The Blair Witch Project als einer der (wirtschaftlich) erfolgreichsten Filme aller Zeiten und löste den damaligen Rekordhalter Mad Max im Guinness-Buch der Rekorde ab. (Lediglich der Pornofilm Deep Throat von 1972 weist ein noch besseres Kosten-Gewinn-Verhältnis auf.)
Die mit 15 Millionen US-Dollar deutlich teurere Fortsetzung Blair Witch 2 konnte bei weitem nicht an die Einspielergebnisse des ersten Filmes heranreichen.
Nach Blair Witch Project folgten weitere Filme, die Myrick inszenierte und für die er die Drehbücher verfasste. Keine dieser Produktionen konnte an den Erfolg und die Bekanntheitsgrad anschließen.

## Filmografie (Auswahl)
als Regisseur
- 1999: Blair Witch Project (The Blair Witch Project, auch Drehbuch, Schnitt)
- 2006: Solstice (auch Drehbuch)
- 2007: Believers
- 2008: Operation Desert – Die verschwundene Einheit (The Objective)
- 2017: Under the Bed
- 2019: Skyman

als Produzent
- 2008: Alien Raiders

als Ausführender Produzent
- 2000: Blair Witch 2